# Vermikulit
Vermikulit, (Mg,Fe,Al)3(Al,Si)4O10(OH)2·4H2O, är ett vattenhaltigt fyllosilikatmineral som expanderar när det hettas upp. Värmebehandlad vermikulit är poröst och fuktighetsbevarande och används bland annat som stödjande isolationsmaterial i skorstenar samt vid växtförökning och i terrarium. Det används även som absorberande medel vid bland annat transport av farligt gods och flytande ämnen.
Vermikulit bildas genom vittring eller hydrotermisk förändring av biotit eller flogopit. Stora kommersiella vermikulitgruvor finns i USA, Ryssland, Sydafrika, Kina och Brasilien.

## Förekomst
Vermikulit beskrevs första gången 1824 vid upptäckten i Millbury, Massachusetts. Dess namn är från latinets vermiculare, "att föda upp maskar", för det sätt på vilket det exfolierar när det värms upp.
Det uppkommer vanligtvis som en förändringsprodukt vid kontakten mellan felsiska och maffiska eller ultramafiska bergarter såsom pyroxeniter och duniter. Det förekommer också i karbonatiter och metamorfoserad magnesiumrik kalksten. Associerade mineralfaser är korund, apatit, serpentin och talk. Det förekommer skiktat med klorit, biotit och flogopit.

## Struktur
Vermikulit är en 2:1-lera, vilket betyder att den har två tetraedriska ark för varje oktaedriskt ark. Det är en lera med begränsad expansion med en medelhög krymp-svällkapacitet. Vermikulit har en hög katjonbytarkapacitet (CEC) med 100–150 mekv/100 g. Vermikulitleror är eroderad glimmer där kaliumjonerna mellan molekylskikten ersätts av magnesium- och järnjoner.